# Dane Laffrey
Dane Laffrey (...) è uno scenografo e costumista statunitense.

## Biografia
Nato e cresciuto in Michigan, ha studiato all'Interlochen Arts Academy, dove conobbe il suo futuro collaborare Michael Arden. Nel 2002 si trasferì in Australia per studiare al National Institute of Dramatic Art, dove si laureò nel 2004. Iniziò a lavorare come scenografo e costumista sulle scene australiane, esordendo alla Sydney Opera House nel 2007 con The Colour of Panic. 
Tornato a New York, iniziò a lavorare nell'Off-Broadway e nel 2015 esordì a Broadway. Qui curò scenografie e costumi per diversi allestimenti di Michael Arden, tra cui Spring Awakening (2015) e A Christmas Carol (2022); sempre per Arden lavorò esclusivamente come scenografo ad allestimenti di Once on This Island (2017), Parade (2023) e Maybe Happy Ending (2024) a Broadway. A livello internazionale ha curato le scenografie di Guys and Dolls a Tokyo (2022) ed Hercules a Londra (2025).
Le sue scenografie per Maybe Happy Ending gli sono valse un Tony Award e un Drama Desk Award nel 2025.